# Juditha
Genre
Juditha est un genre d'insectes lépidoptères de la famille des Riodinidae.

## Systématique
Le genre Juditha a été créé en 1964 par l'entomologiste britannique Arthur Francis Hemming (1893-1964).

## Liste des espèces
- Juditha azan (Westwood, [1851]) ; Guyane, Guyana, Venezuela, Trinité-et-Tobago, Colombie, Bolivie, Pérou, Brésil
- Juditha caucana (Stichel, 1911) ; Mexique, Panama, Trinité-et-Tobago, Colombie, Équateur
- Juditha dorilis (Bates, 1866) ; Costa Rica, Nicaragua, Panama, Équateur, Guyane
- Juditha inambari Hall & Harvey, 2001 ; Brésil
- Juditha molpe (Hübner, [1808]) ; Paraguay, Venezuela, Trinité-et-Tobago, Colombie, Brésil
- Juditha naza Hall & Harvey, 2001 ; Colombie, Équateur
- Juditha odites (Cramer, [1775]) ;  Guyane, Guyana, Venezuela, Pérou
- Juditha pulcherrima (Butler, 1867) ; Colombie, Pérou